# Лајапи
Лајапи (ལ་ཡཔ་) аутохтон су народ који живи у високим планинама северозападног Бутана у селу Лаја. Број становника 2003. године износио је 1.100. Етнички су повезани са Тибетанцима, а говоре лајанским дијалектом. Лајапи своју домовину називају Бе-иул - „скривена земља”.

## Религија
Захваљујући тибетанском утицају, Лајапи практикују мешавину Бона (тибетанска традиционална религија) и тибетанског будизма. Према легенди, село Лаја је место где је Нгаванг Намгиал, оснивач Бутана, први пут ушао у земљу.
Посебно јединствена међу Лајапима је обимна традиција „прљања живих”, која подразумева изопштење ритуално нечистих особа из друштвених активности. Лајапи избегавају „живе који су запрљани” како не би љутили божанства и како би се заштитили од болести стоке. Међу ритуално нечистим делима су рођење, развод и смрт, укључујући и смрт коња.

## Одећа
Одећа Лајапа је слична тибетанској народној ношњи, осим неколико разлика. Док мушкарци носе народну ношњу из Бутана, која се састоји од свилене или ланене одеће која је обично боје шафрана и црвене боје. Жене носе црне вунене јакне дужине до глежњева, које на дну дугачких рукава имају плаве шаре. Украшавају се сребрним накитом и бисерима.
Најистакнутија карактеристика женске лајапске ношње је њихов шпицасти шешир. Израђен од тамних бамбусових трака, шешир се завршава оштром тачком која упире на небо, крст сличан хришћанском крсту, преокренут.

## Начин живота
Због чињенице да живе у близини тибетанске границе, Лајапи се традиционално баве трговином. Данас то укључује кријумчарење кинеских ћебади и пластичних производа који су забрањени од стране владе Бутана, али у великој мери захтевани од становника Бутана. 
Традиционално, Лајапи су живели полу-номадским начином живота, који је подразумевао узгајање јакова и дзоова. Због хладног времена на овој надморској висини, може се садити само неколико усева, изузев неких трава. Лајапи такође традиционално сакупљају кордесепс (врста гљиве), вредне медицинске и магичне гљиве којих има у региону. Са повећаном заштитом животне средине Бутана, Лајапи и уопште пољопривредници суочавају се са већим изазовима у заштити стоке од природних предатора, посебно леопарда. Поплаве су нарочито озбиљне претње лајапском начину живота, који је у великој мери зависан од стоке и водних ресурса.

## Брак и породица
Лајапи су познати по својој традицији полиандрије, коју практикују да би одржали породицу и имовину на окупу, иако овај обичај губи на значају. Лајапи такође имају традицију дечјег брака, са невестама млађим од 10 година. Жене које се обраћају медијима, предвиђају да ће повећање школовања довести до смањења бракова код деце. Многе Лајапкиње сматрају да је здравствена заштита тешко приступачна током трудноће због изолованих насеља и номадског начина живота. 